# Diodo TRAPATT
El diodo TRAPATT, del inglés trapped plasma avalanche-triggert transit es un componente activo electrónico que está relacionada con otro diodo, el IMPATT, pero ofrece un nivel más alto de eficiencia.
En esencia, el TRAPATT se usa normalmente como oscilador de microondas, pero tiene la ventaja de un mayor nivel de eficiencia. Por lo general, la eficiencia de conversión de la DC en señal de RF puede estar en la región del 20 al 60 %.

## Fundamentos TRAPATT
El diodo TRAPATT se basa en el concepto inicial del IMPATT, sin embargo, para el TRAPATT, el nivel de dopaje entre la unión y el ánodo.
Típicamente, la construcción del dispositivo consiste en un p+-n-n+, donde, a pesar de los niveles de potencia más altos que los de la p+-p-n+ de la variante BARRIT de los IMPATT, es mejor estructura.
Para el funcionamiento de la TRAPATT se excita mediante un impulso de corriente que hace que el campo eléctrico aumente a un valor crítico en el que se produce la multiplicación por avalancha. En este punto, el campo se colapsa localmente debido al plasma generado.
La separación y la deriva de los electrones y los huecos son entonces impulsados por un campo mucho más pequeño. Es prácticamente como si hubiese sido «atrapado» detrás con una velocidad menor que la velocidad de saturación. Después de que los diferenciales de plasma pasan a través de toda la región activa, los huecos y electrones comienzan a desplazarse a los terminales opuestos y entonces el campo eléctrico comienza a subir de nuevo.

## Operación TRAPATT
El criterio para la operación en TRAPATT es que la avalancha frontal avanza más rápido que la velocidad de saturación de los portadores. En general, se supera el valor de saturación en un factor ceercano a tres.
El modo de TRAPATT no depende del retardo de fase de inyección.
Aunque el diodo TRAPATT proporciona un nivel mucho más alto de eficiencia que el IMPATT, su principal desventaja es que los niveles de ruido en la señal son aún mayores de lo que son cuando se utiliza un IMPATT. Por lo que la elección debe hacerse de acuerdo a la aplicación requerida buscando el equilibrio entre eficencia y ruido.